# Augsburg-Kriegshaber
Kriegshaber ist ein Stadtteil im Westen von Augsburg mit etwa 19.700 Einwohnern (Stand 31. Dezember 2021) und ist der VII. Planungsraum Augsburgs, der wiederum aus dem gleichnamigen 18. Stadtbezirk besteht. Bis 1916 war Kriegshaber eine eigenständige Gemeinde.

## Lage
Im Norden grenzt Bärenkeller, im Osten Oberhausen, im Süden Pfersee, sowie im Westen die Städte Neusäß und Stadtbergen an Kriegshaber.
Den Osten des Stadtteils durchfließt der Kanal Hettenbach.

## Geschichte

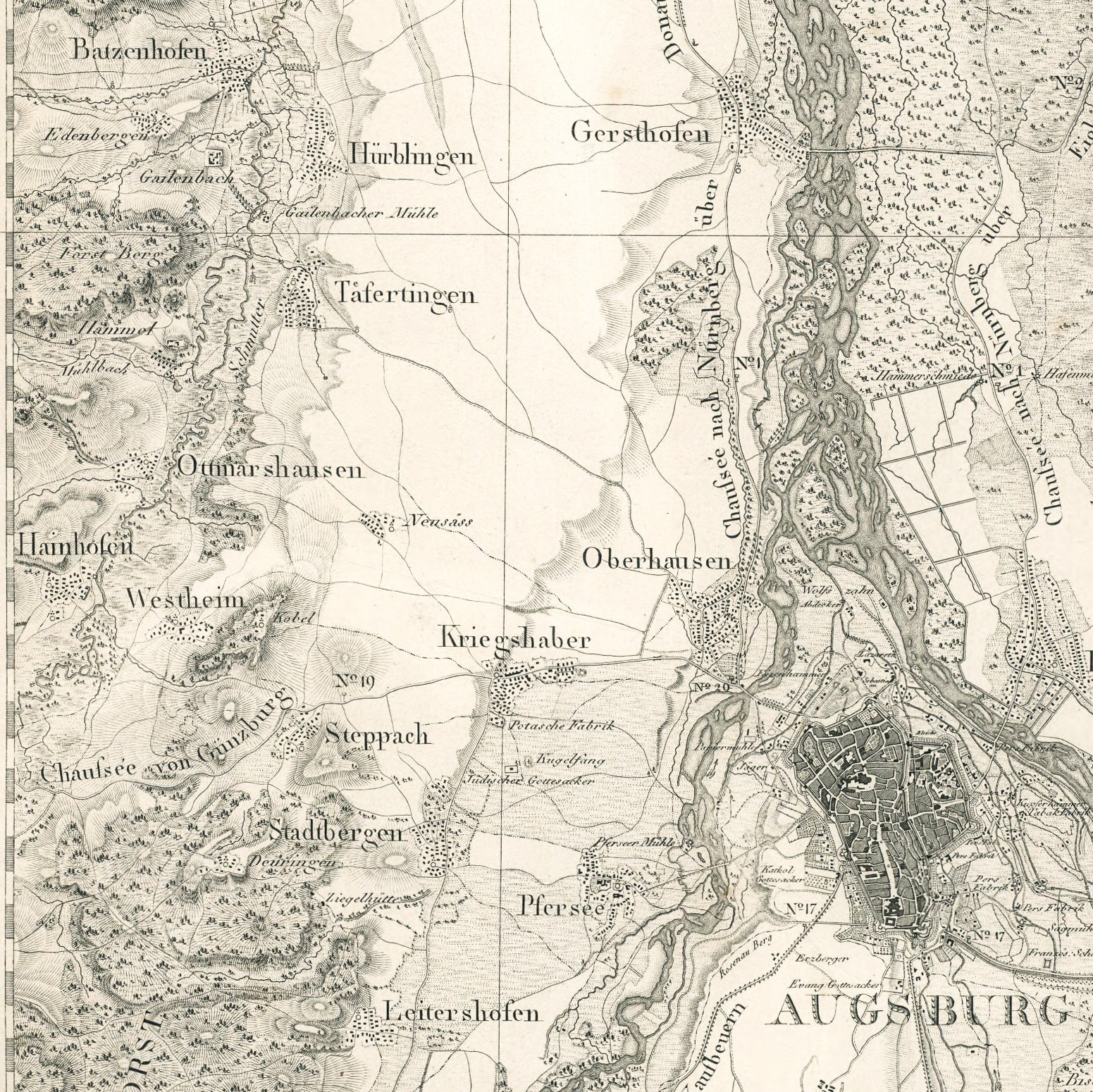
Kriegshaber als Dorf an der „Chaussee von Günzburg“ vor den Toren Augsburgs, vor 1830

Erste Siedlungsspuren im Bereich des heutigen Kriegshaber Friedhofs reichen bis in die Mittlere Bronzezeit (ca. 1500–1300 v. Chr.) zurück. Die Besiedelung durch Kelten ist durch Funde aus der Hallstattzeit spätestens seit 500 v. Chr. bekannt. Es wurden unter anderem 16 Hügelgräber aus der Hallstattzeit gefunden. Aus der Zeit des römischen Kaisers Augustus bis in die des oströmischen Kaisers Arcadius wurden Münzen gefunden. Die Römerstraße von Günzburg nach Augusta Vindelicum verlief etwa dort, wo sich im heutigen Kriegshaber der Kobelweg befindet. Es gibt römische Siedlungsfunde und Brandgräber aus dem 2. Jahrhundert. Die Gründung des Dorfes, wahrscheinlich im Kontext der alamannischen Landnahme, ist mit einiger Gewissheit in das 6. oder 7. Jahrhundert zu datieren, wie ein nachgewiesenes frühmittelalterliches alemannisches Gräberfeld nahelegt.
Im Mittelalter führte die Reichsstraße von Augsburg über Günzburg nach Ulm durch dieses Dorf. Sie ist die heutige „Ulmer Straße“. Um das Jahr 1000 wurde Kriegshaber erstmals unter dem Namen Chrechesavar erwähnt, es folgten mehrere Abwandlungen wie Kriechshabern (um 1428). Seit 1550 war die Gemeinde schließlich unter dem Namen Kriegshaber bekannt. Nach der Vertreibung der Juden aus Augsburg im 15. Jahrhundert fanden viele von ihnen in diesem Ort eine neue Heimat. Sie betätigten sich hauptsächlich als Händler. Durch mehrere unter Denkmalschutz stehende „ehemalige Judenhäuser“ in der Gieseckestraße und in der Ulmer Straße, durch die profanierte und sanierte Synagoge Kriegshaber in der Ulmer Straße und den im Jahr 1627 erstmals erwähnten jüdischen Friedhof ist die jüdische Ortsgeschichte bis heute baulich gut sichtbar.
Bis zum Jahr 1805 war der Ort Teil der habsburgischen Markgrafschaft Burgau und lag somit in Vorderösterreich, woran das Gebäude „Zollhaus“ erinnert. 1807 wurde darin die erste Schule des Ortes eröffnet. 1868 wurde die katholische Kirche Heiligste Dreifaltigkeit geweiht. 1872 wurde ein eigenes Schulgebäude erbaut. Die Freiwillige Feuerwehr Kriegshaber wurde 1874 gegründet. Ein eigenes Krankenhaus feierte im Jahr 1885 Eröffnung und am 1. Juni 1910 wurde die Straßenbahnverbindung nach Augsburg in Betrieb genommen.
Während des Ersten Weltkriegs wurde die bisher selbstständige, 4764 Einwohner zählende Gemeinde zum 1. April 1916 wegen Überschuldung, in die sie insbesondere durch Ausgaben für das Schul- und Armenwesen geraten war, in die Stadt Augsburg einverleibt, wie es damals genannt wurde. Außerdem befürchtete man den Ausbruch von Seuchen, da es weder eine Trinkwasserversorgung noch eine Abwasserkanalisation in Kriegshaber gab. Die Industrialisierung hatte sich im Gegensatz zu Augsburg obendrein nicht gut entwickelt, da es beispielsweise an der in Augsburg eingesetzten Wasserkraft fehlte. So bat man freiwillig um eine Eingemeindung und wurde nicht wie beispielsweise vorher Lechhausen oder später Haunstetten mit Gewalt in die Stadt eingegliedert. Das neu zur Stadt Augsburg hinzugekommene Gebiet wurde schnell als Wohngebiet erschlossen.

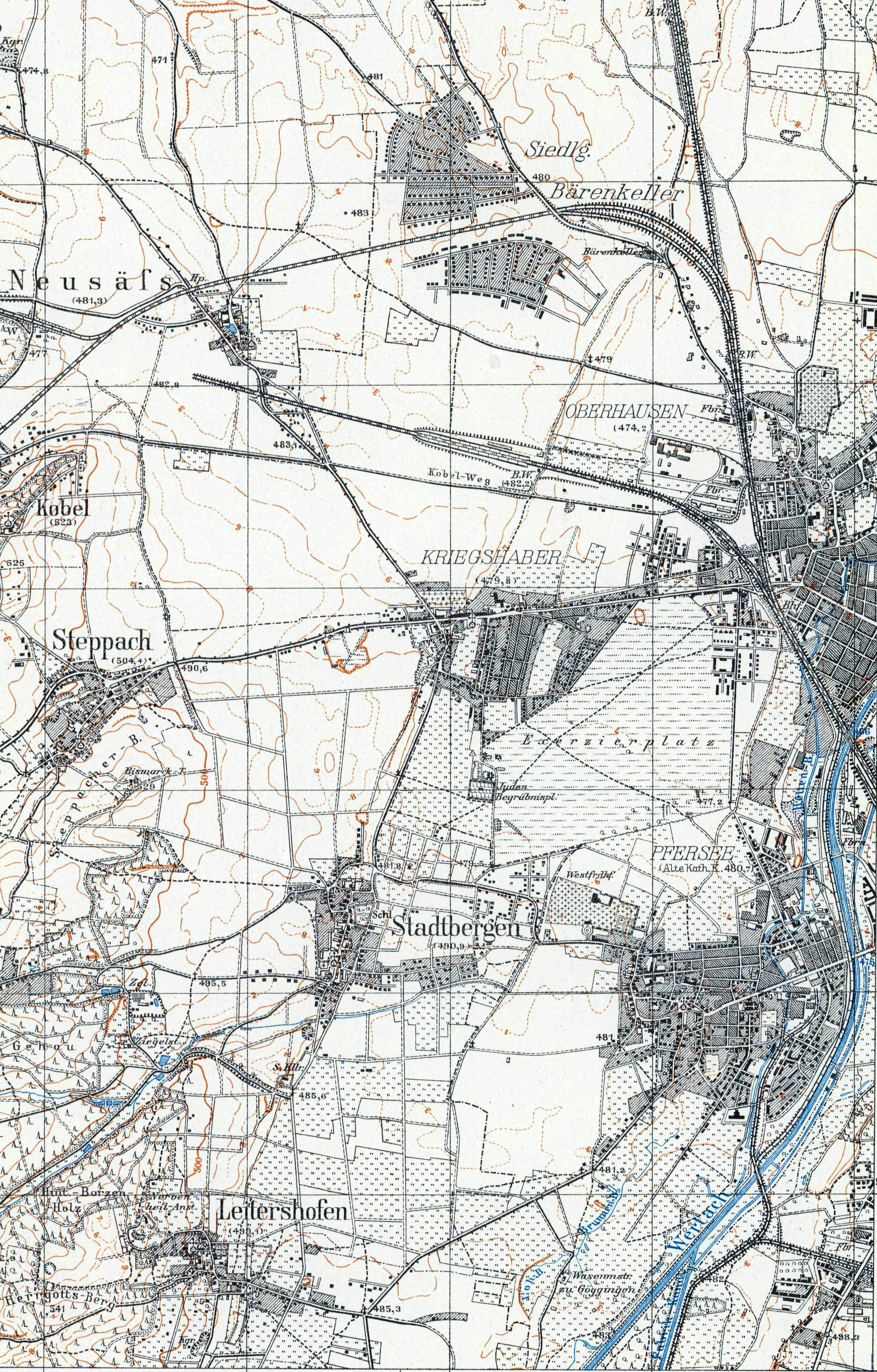
Kriegshaber im Augsburger Westen auf einem TK25-Messtischblatt von 1938. Im Osten des Stadtteils sieht man die Kasernen an der Sommestraße und dazwischen die große militärische Freifläche Exerzierplatz. Die Bürgermeister-Ackermann-Straße, die dieses Areal seit 1959 durchschneidet, gab es damals noch nicht.

Als Folge der Eingemeindung wurde eine Strom- und Trinkwasserversorgung sowie Kanalisation installiert. Die eingebrachten Flächen nutzten der Stadt, denn hier fand sie Platz, um das Westkrankenhaus, eine Kinderklinik und später das Zentralklinikum Augsburg und das Bezirkskrankenhaus Augsburg zu errichten.
Der Stadtteil war außerdem lange Zeit durch Kasernen und Militärgelände geprägt. Die ehemaligen Wehrmachtskasernen Flak-Kaserne, Arras-Kaserne, Panzerjäger-Kaserne und Somme-Kaserne wurden 1945 von der US-Armee übernommen. Die US-Garnison Augsburg fasste die drei letztgenannten zu einer großen zusammen und nannte diese Reese Barracks (Reese-Kaserne). Auf dem früheren „Großen Exerzierplatz“ entstanden große Wohnsiedlungen für amerikanische Soldaten und Offiziere. Mit dem Ende des Kalten Krieges verließ die US-Armee Augsburg vollständig. Die ehemaligen Militärgebäude und -flächen werden nach und nach umgewidmet. Es entstanden Neubaugebiete (etwa auf dem Gelände der ehemaligen Reese-Kaserne der Reese-Park) und die Einwohnerzahl stieg stark an. Gleichzeitig wurde Kriegshaber durch den Zuzug vieler Familien der Stadtteil mit dem niedrigsten Altersdurchschnitt.
Im Jahr 2016 hatte Kriegshaber über 18.500 Einwohner.

## Namensherkunft
Es gibt drei vage Theorien zur Namensherkunft Kriegshabers.
1. In der Reimchronik Zu dem herkomen der stat zu Augspurg des Küchlin aus der ersten Hälfte des 15. Jahrhunderts steht die Passage: „Und da der kriech begraben lit / Den dorf es heut den namen git / Kriechsaver den leutten da bekant / Wann der kung avar was genant“. Hier bezieht sich Küchlin auf die Sage eines Gefechtes zwischen Römern und Vindelikern, das an der Stelle Kriegshabers stattgefunden haben soll. Auf römischer Seite soll der griechische Söldner Avar gekämpft haben, welcher der Sohn des Königs Bogud gewesen sein soll. Avar sei von den Kelten gefangen genommen und ihren Göttern geopfert worden. Aus „Grieche Avar“ soll sich der Ortsname entwickelt haben.
2. Einer linguistisch orientierten Theorie nach geht der Ortsname auf einen aus Rheinfranken eingewanderten Bauern namens Chriech zurück. „Chriechs avaron“ bedeute im Altsächsischen so viel wie „Nachfahren des Chriech“.
3. Der Historiker und Altertumsforscher Johann Nepomuk von Raiser vertrat die Hypothese, „Grieshaber“ habe ursprünglich einen Sandboden („Griesle“) bezeichnet, auf dem nur Hafer („Haber“) wüchse.

## Wirtschaft

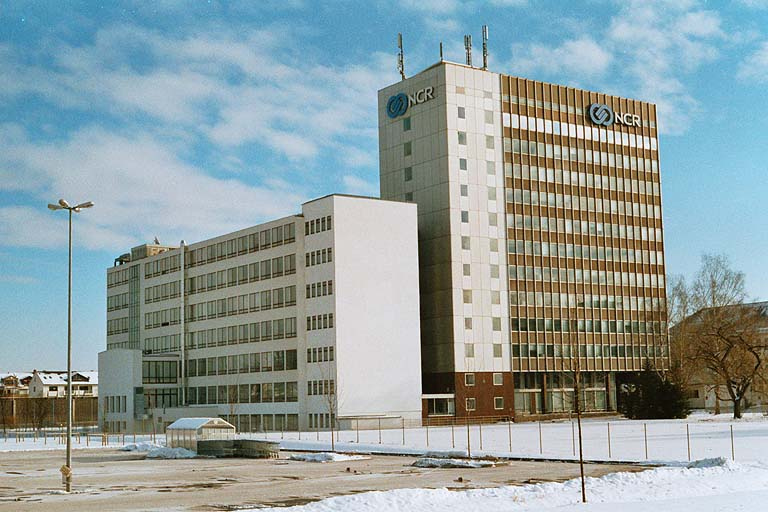
Das ehemalige deutsche NCR-Hauptquartier in Augsburg-Kriegshaber, 2005

Wappen von Augsburg-Kriegshaber

Der Elektrotechnikhersteller Michel-Werke, der im Zweiten Weltkrieg als Zulieferer elektromechanischer Steuerungstechnik insbesondere für die Messerschmitt AG eine Schlüsselposition als Rüstungsproduzent innehatte, erbaute bis 1942 in Augsburg-Kriegshaber einen Gebäudekomplex in der Ulmer Straße (Werk II). Nach Kriegsende besetzten US-Einheiten das Werk, legten die Produktion still und verlagerten die in Berlin ausgebombte Europazentrale des US-amerikanischen Registrierkassenherstellers NCR Corporation (der damals in Deutschland unter dem Namen „Nationale Registrierkassen GmbH“ firmierte) in den Komplex. Die NRK, die sich später auch in Deutschland NCR nannte und zum EDV-Pionier (Hardware und Software) wurde, errichtete im dahinterliegenden freien Gelände ein großes Industriezentrum mit einem zehngeschossigen Verwaltungshochhaus.
Den Wettbewerb zur Planung der neuen Verwaltungs- und Produktionsgebäude gewann der Augsburger Architekt Carl Weber. In den 1960er und 1970er Jahren beschäftigte NCR am Standort Augsburg 5000 Mitarbeiter (nach anderen Quellen 7000 Mitarbeiter). In den 1980er und 1990er Jahren wurde der Standort jedoch wieder stark reduziert. 2004 veräußerte NCR die letzten noch verbliebenen Immobilien und im Herbst 2015 zog NCR in den Stadtteil Augsburg-Lechhausen um. Die ehemals von der NCR in Kriegshaber errichteten Gebäude wurden bis auf eines in den Folgejahren abgerissen.
Die noch stehenden Gebäude der ehemaligen Michel-Werke werden vom 1983 gegründeten Augsburger Gewerbehof (AGH) verwaltet und haben seither unterschiedliche kleinere Nutzer.

## US-amerikanische Housing Areas
Im Süden von Kriegshaber liegen zwei der vier größeren „Housing Areas“, die die US-Garnison Augsburg als Wohnsiedlungen für die Familien der hier nach dem Zweiten Weltkrieg langjährig stationierten US-Soldaten erbaute: Cramerton (beim jüdischen Friedhof) und Centerville (zwischen dem Supply Center bzw. der Bürgermeister-Ackermann-Straße und dem Westfriedhof). Die anderen größeren Housing Areas liegen in Stadtbergen (Fryar Circle) und Pfersee (Sullivan Heights).
Cramerton ist nach General Kenneth F. Cramer (1894–1954) benannt, der ein Jahr lang in Augsburg stationiert war. Centerville heißt vermutlich so wegen seiner zentralen Lage zwischen den US-Kasernen.
Die früher abgeschotteten Wohnsiedlungen bestehen aus großen Wohnblöcken (Zeilenbauten mit Flachdächern: 45 in Cramerton, 28 in Centerville) und wurden nach amerikanischem Geschmack erbaut: sehr übersichtlich und ursprünglich ohne Grünanlagen, mit Parkplätzen direkt vor den Häusern. Die Wohnungen wurden großzügig geschnitten und ohne Flur gebaut: die Wohnungstüre führt direkt ins Wohnzimmer.
In den 1980er Jahren wurden die Housing Areas begrünt. Nach Abzug der Amerikaner wurden die nun freien Wohnblöcke saniert. Straßennamen wie Tylerstraße, Madisonstraße, Hooverstraße, Lincolnstraße, Columbusstraße oder Luther-King-Straße weisen noch heute auf die amerikanische Zeit hin.

## Kirchen
Die älteste Kirche in Kriegshaber ist die katholische Dreifaltigkeitskirche. Sie wurde 1866/67 von Max Treu erbaut. Die dreischiffige Basilika besitzt einen eingezogenen Chor und ein Querhaus. Der nördliche Turm ist mit Spitzhelm versehen. 1945 wurde die Dreifaltigkeitskirche zerstört und 1950 durch Michael Kurz wiederaufgebaut. Die katholische Kirche St. Thaddäus, in Richtung Stadtzentrum gelegen, deren Bau während des Zweiten Weltkriegs begann, wurde 1948 geweiht und 1956 mit der Weihe der sechs Glocken endgültig fertiggestellt.
1961 konnte die evangelische Kirche St. Thomas – Architekt Olaf Andreas Gulbransson – geweiht werden. Sie steht am Nordrand des Osterfeldparks, der nach dem Bau der Umgehungsstraße (Bundesstraße 17) auf dem ehemaligen Fußballplatz des TSV Kriegshaber angelegt wurde. Die zugehörige St.-Thomas-Chapel in Kriegshaber ist eine ehemals US-amerikanische Kirche, die 1954 für Soldatenfamilien errichtet und bis zum Abzug der US-Garnison Augsburg im Jahr 1998 von allen vertretenen Religionsgemeinschaften genutzt wurde. Sie befindet sich in der Wohnsiedlung Cramerton. Seit 2003 gehört die St.-Thomas-Chapel zur evangelisch-lutherischen Kirchengemeinde St. Thomas.
In Kriegshaber befindet sich außerdem die griechisch-orthodoxe Kirche zum Hl. Panteleimon.

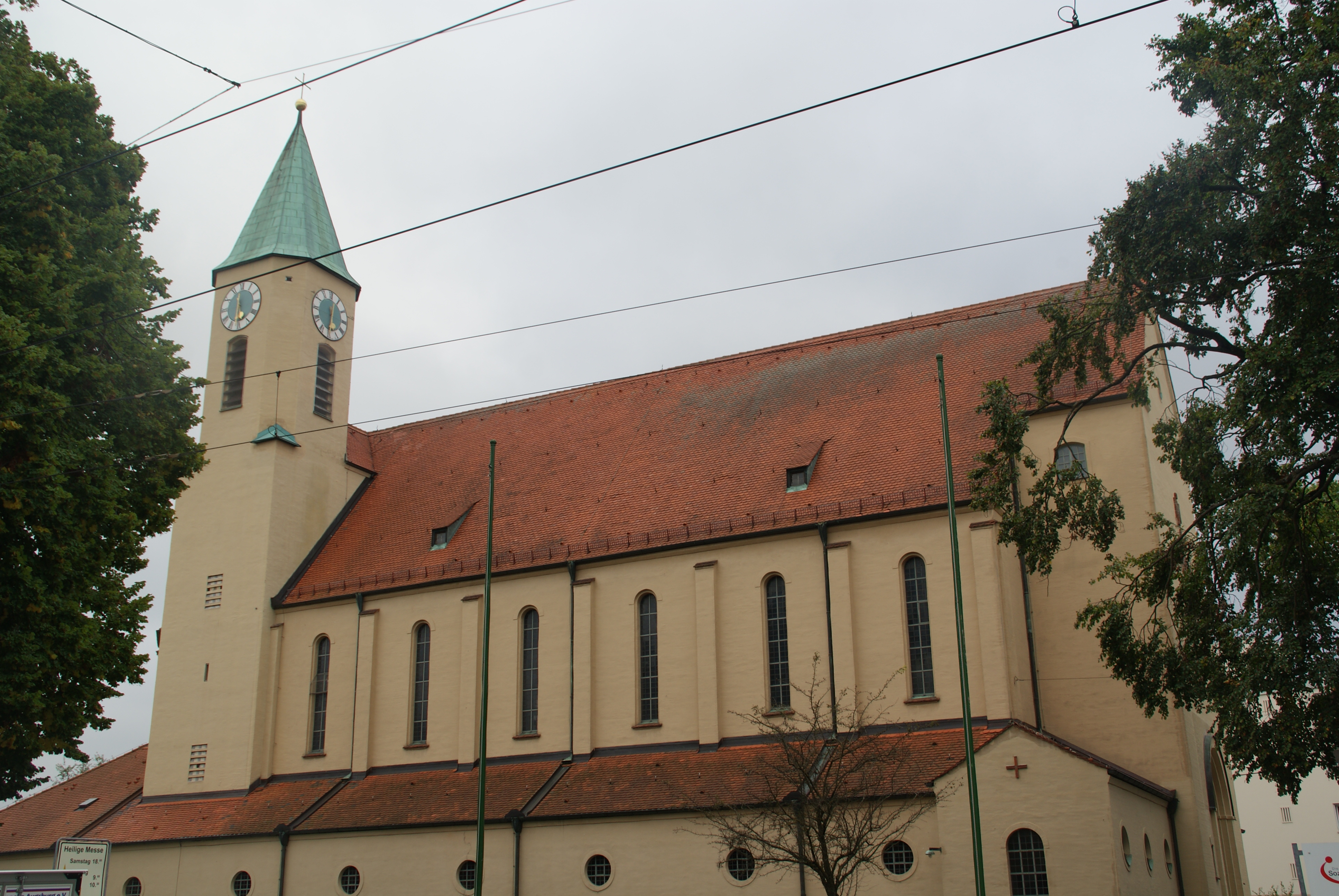
Katholische Dreifaltigkeitskirche
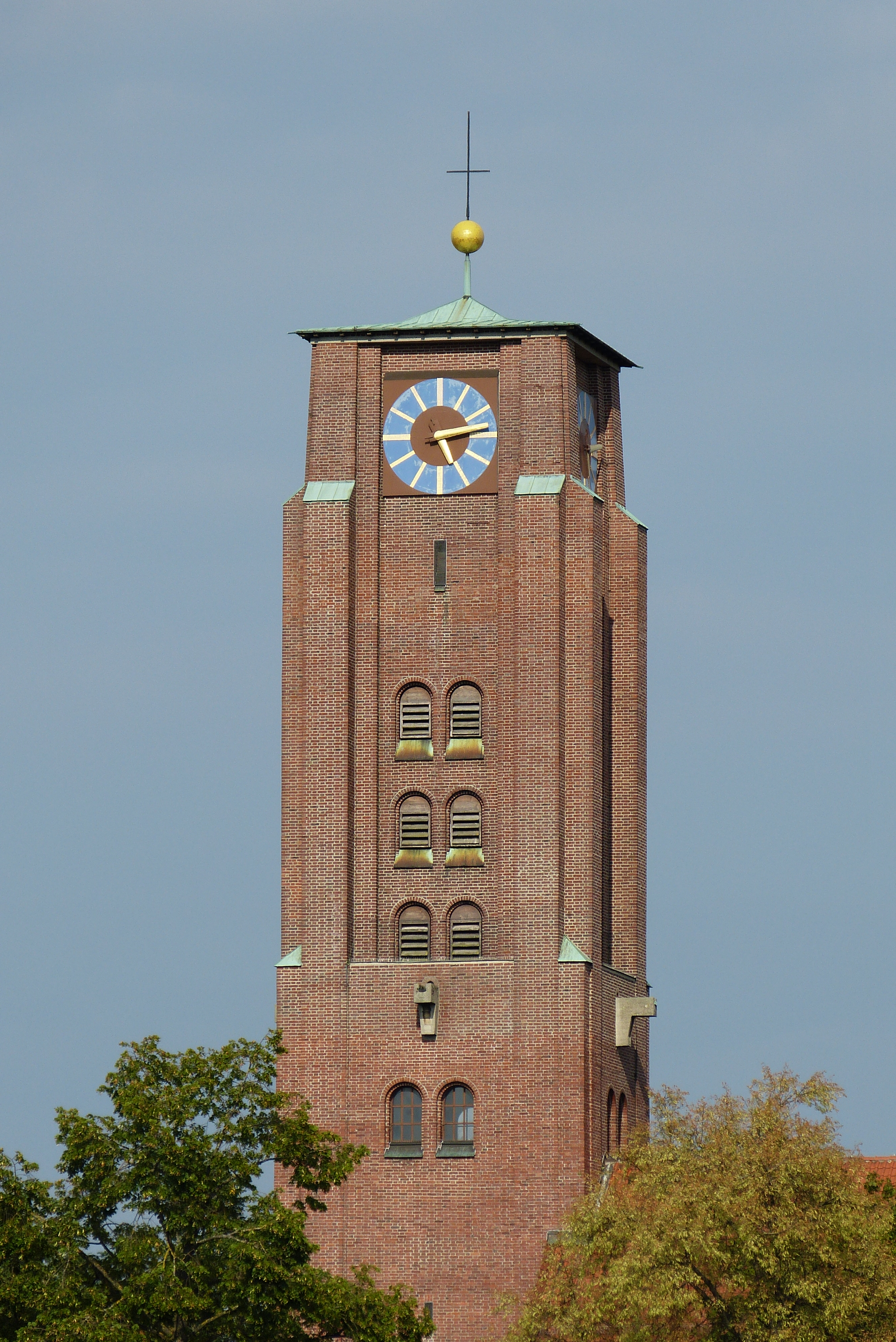
Kath. Kirche St. Thaddäus
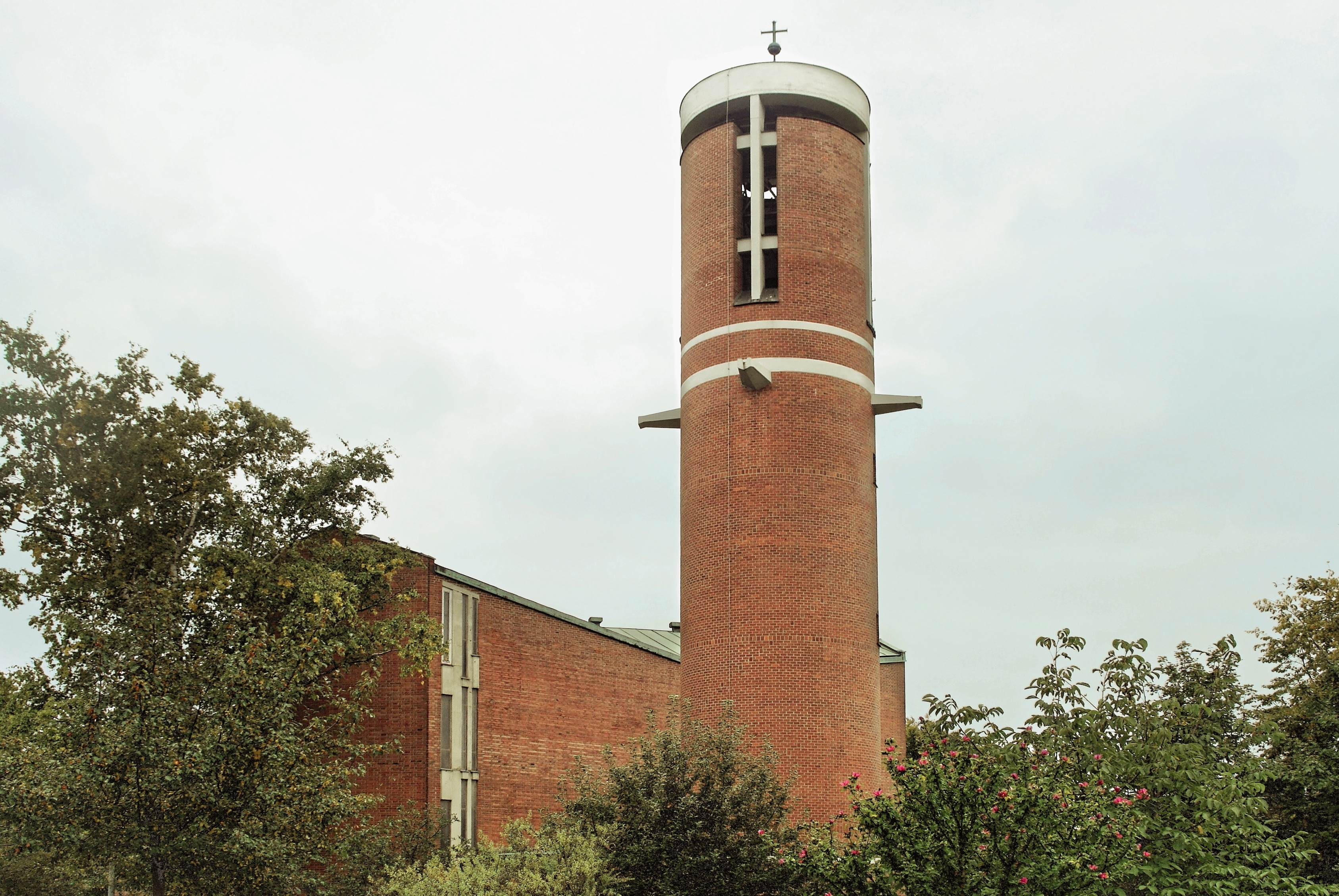
Evang.-Luth. St.-Thomas-Kirche
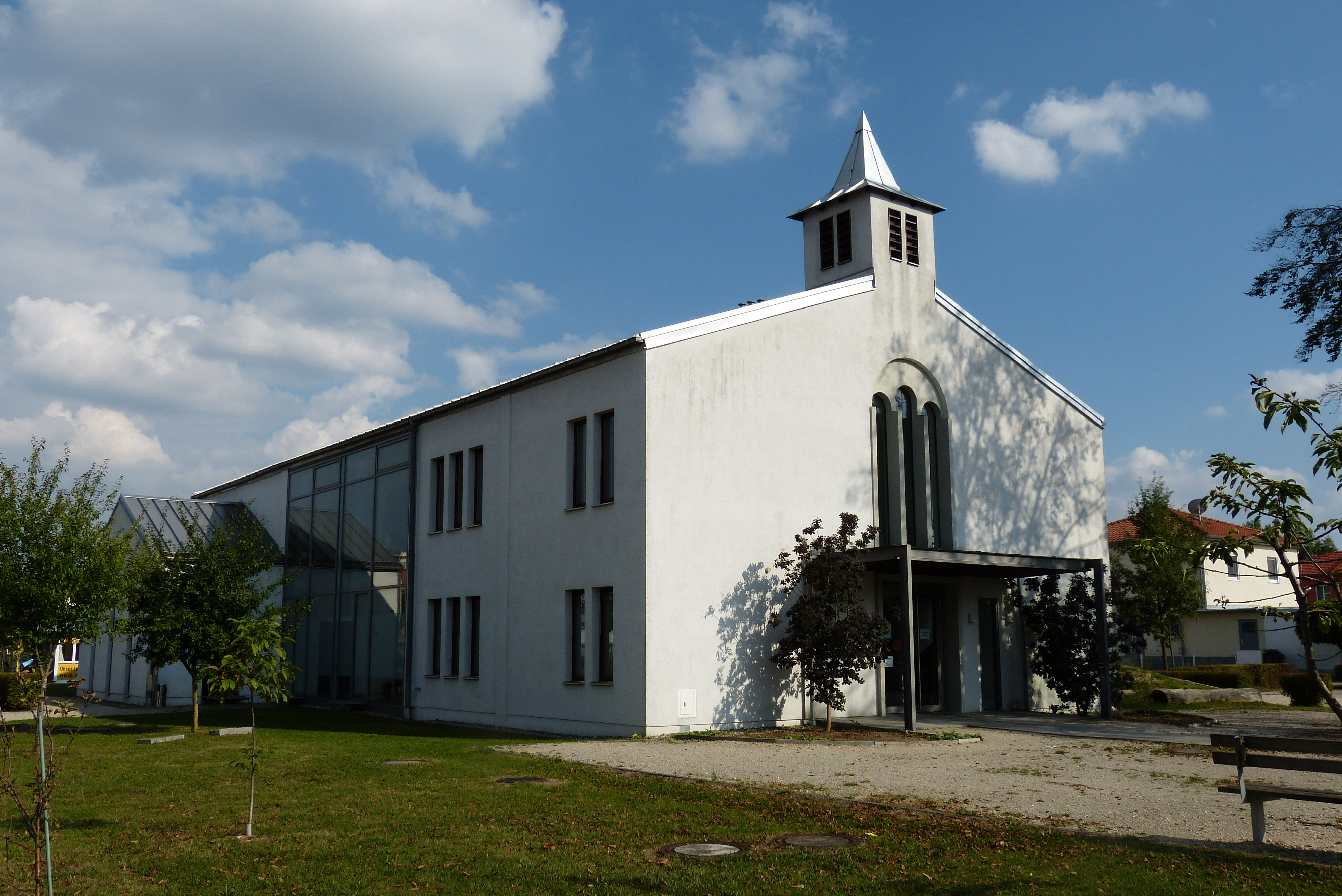
Evang.-Luth. St.-Thomas-Chapel

## Verkehr

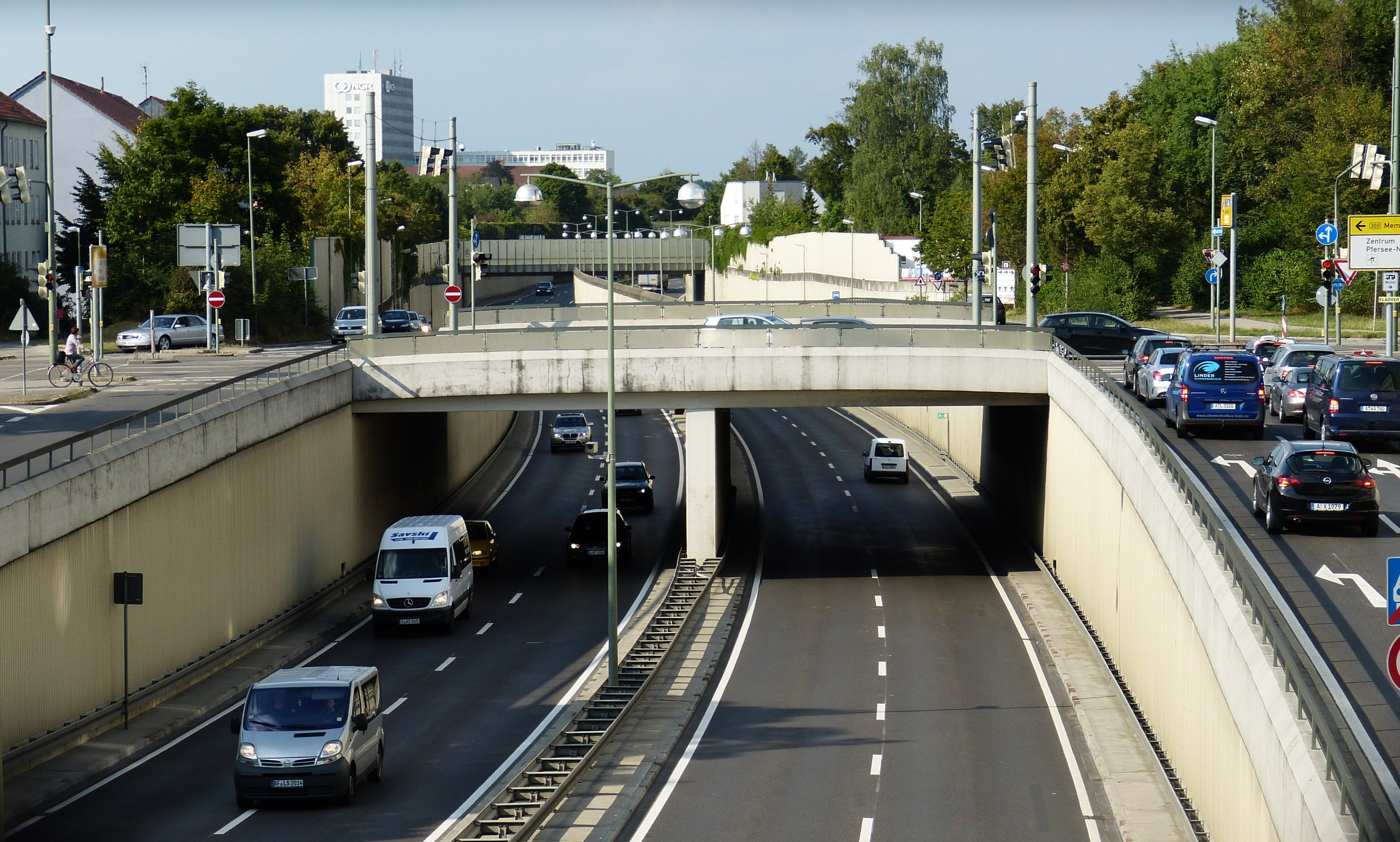
Kreuzung der Bundesstraße 17 (Dayton-Ring, untere Fahrstreifen) mit der Bundesstraße 300 (nach Westen, links) bzw. Bürgermeister-Ackermann-Straße (nach Osten, rechts)

Die alte Reichsstraße „Ulmer Straße“ und die Kriegshaberstraße, deren Kreuzung historisch den Ursprung des Dorfes Kriegshaber dargestellt hatte, sind heute nicht mehr für den Fernverkehr, aber noch innerstädtisch relevant.
Durch Kriegshaber führt von Westen nach Osten seit 1959 die vierstreifige Bürgermeister-Ackermann-Straße (nach dem SPD-Politiker Friedrich Ackermann benannt). Sie überkreuzt an der 2016 eingestürzten und 2017 erneuerten Ackermannbrücke die Wertach. Von Norden nach Süden führt seit den 1980er Jahren die vierstreifige, autobahnähnlich ausgebaute und eingetiefte Bundesstraße 17, die in diesem Abschnitt nach Augsburgs Partnerstadt Dayton (Ohio) den Namen Dayton-Ring trägt.
An der Stelle, an der die B 17 die alte Hauptstraße von Kriegshaber, die Ulmer Straße, kreuzt, gibt es keine Auf- oder Abfahrt. Hier ist die B 17 unter das Bodenniveau verlegt und gedeckelt. Südlich davon befindet sich auf dem ehemaligen Gelände des TSV Kriegshaber der Osterfeldpark, der von der B 17 in eine westliche und eine östliche Hälfte getrennt wird. Eine Fußgängerbrücke verbindet beide Teile des Parks.
Der öffentliche Nahverkehr wird durch eine Straßenbahnlinie, eine Stadtbuslinie und Regionalbuslinien erbracht. Anschluss an den Nahverkehr der Deutschen Bahn besteht am Bahnhof Oberhausen.

## Persönlichkeiten
- Samuel Bachmann (1821–1907), deutsch-jüdischer Unternehmer
- Gustav Feldmann (1872–1947), Mediziner
- Emil Esche (1896–1948), Maler
- Karl Radinger (1912–1966), Maler

## Vereine und Organisationen
- Allgemeiner Sparverein Kriegshaber 1905 e. V.
- ArGe Kriegshaber – Arbeitsgemeinschaft der Ortsvereine Kriegshaber e. V.
- Augsburger Feuerwehr Museum e. V.
- AWO-Ortsverein Kriegshaber e. V.; Lokal: Zollhaus – Arbeiter Wohlfahrt
- BRK Kriegshaber – Bayrisches Rotes Kreuz Bereitschaft/Kameradschaft im Stadtteil Kriegshaber
- CSU-Ortsverband Kriegshaber
- DJK Augsburg CCS e. V.
- DJK Augsburg-West e. V. (Sportverein der Stadtpfarreien)
- Freiwillige Feuerwehr Kriegshaber
- Graceland e. V.
- Grüner Ortsverein Kriegshaber-Bärenkeller
- Musikwerkstatt Augsburg e. V.
- Obst- und Gartenbauverein Kriegshaber
- KF Kriegshaber – Kolpingsfamilie Augsburg-Kriegshaber
- LichtBlume e. V.
- Pro Mensch e. V.
- Schachklub Kriegshaber im Alten Zollhaus e. V. / Kinder und Jugendschach in Kriegshaber
- Soldatenkameradschaft Kriegshaber e. V.
- SPD-Ortsverein Kriegshaber
- TSV Kriegshaber e. V. – Fußball- und Turnverein
- Westhouse Community e. V. – gemeinnütziger Verein[16]